# IIHF Hall of Fame
La IIHF Hall of Fame è una delle principali hall of fame dell'hockey su ghiaccio, nata nel 1997. Viene gestita dalla International Ice Hockey Federation, ed ha sede presso la Hockey Hall of Fame di Toronto.

## Categorie
Inizialmente le categorie erano due: Player e Builder, per onorare rispettivamente i giocatori ed i dirigenti, allenatori o comunque non giocatori, che si siano distinti nell'hockey su ghiaccio.
Accanto a queste due categorie, nel 2003 ne è stata aggiunta una terza, Referees, dedicata ad arbitri e guardialinee.
Una quarta categoria viene premiata dal 2015 con il Richard "Bibi" Torriani Award, che viene concesso per premiare carriere straordinarie di personaggi provenienti da paesi non ai massimi livelli dell'hockey su ghiaccio.

### Paul Loicq Award
Accanto alle quattro categorie c'è, dal 1998, il Premio Paul Loicq, assegnato annualmente dalla federazione a chi si sia distinto per lo straordinario contributo alla federazione stessa ed all'hockey su ghiaccio internazionale.

## Membri della IIHF Hall of Fame
| Nome                   | Paese                  | Categoria       | Anno di introduzione |
| ---------------------- | ---------------------- | --------------- | -------------------- |
| Quido Adamec           | Rep. Ceca (bandiera)   | Referee         | 2005                 |
| Bunny Ahearne          | Regno Unito (bandiera) | Builder         | 1997                 |
| Veniamin Aleksandrov   | Russia (bandiera)      | Player          | 2007                 |
| Daniel Alfredsson      | Svezia (bandiera)      | Player          | 2018                 |
| Ernest Aljančič sr.    | Slovenia (bandiera)    | Player          | 2002                 |
| Helmuts Balderis       | Lettonia (bandiera)    | Player          | 1998                 |
| Rudi Ball              | Germania (bandiera)    | Player          | 2004                 |
| Fr. David Bauer        | Canada (bandiera)      | Builder         | 1997                 |
| Art Berglund           | Stati Uniti (bandiera) | Builder         | 2008                 |
| Curt Berglund          | Svezia (bandiera)      | Builder         | 2003                 |
| Sven Bergqvist         | Svezia (bandiera)      | Player          | 1999                 |
| Lars Björn             | Svezia (bandiera)      | Player          | 1998                 |
| Rob Blake              | Canada (bandiera)      | Player          | 2018                 |
| Vsevolod Bobrov        | Russia (bandiera)      | Player          | 1997                 |
| Peter Bondra           | Slovacchia (bandiera)  | Player          | 2016                 |
| Roger Bourbonnais      | Canada (bandiera)      | Player          | 1999                 |
| Vladimír Bouzek        | Rep. Ceca (bandiera)   | Player          | 2007                 |
| Philippe Bozon         | Francia (bandiera)     | Player          | 2008                 |
| Herb Brooks            | Stati Uniti (bandiera) | Builder         | 1999                 |
| Walter Brown           | Stati Uniti (bandiera) | Builder         | 1997                 |
| Vlastimil Bubník       | Rep. Ceca (bandiera)   | Player          | 1997                 |
| Mike Buckna            | Canada (bandiera)      | Builder         | 2004                 |
| Luděk Bukač            | Rep. Ceca (bandiera)   | Builder         | 2007                 |
| Pavel Bure             | Russia (bandiera)      | Player          | 2012                 |
| Walter Bush Jr         | Stati Uniti (bandiera) | Builder         | 2009                 |
| Karyn Bye              | Stati Uniti (bandiera) | Player          | 2011                 |
| Vjačeslav Bykov        | Russia (bandiera)      | Player          | 2014                 |
| Enrico Calcaterra      | Italia (bandiera)      | Builder         | 1999                 |
| Ferdinand Cattini      | Svizzera (bandiera)    | Player          | 1998                 |
| Hans Cattini           | Svizzera (bandiera)    | Player          | 1998                 |
| Josef Černý            | Rep. Ceca (bandiera)   | Player          | 2007                 |
| Chris Chelios          | Canada (bandiera)      | Player          | 2018                 |
| Arkadij Černyšëv       | Russia (bandiera)      | Builder         | 1999                 |
| Bill Christian         | Stati Uniti (bandiera) | Player          | 1998                 |
| Bill Cleary            | Stati Uniti (bandiera) | Player          | 1997                 |
| Gerry Cosby            | Stati Uniti (bandiera) | Player          | 1997                 |
| Murray Costello        | Canada (bandiera)      | Builder         | 2014                 |
| Jim Craig              | Stati Uniti (bandiera) | Player          | 1999                 |
| Mike Curran            | Stati Uniti (bandiera) | Player          | 1999                 |
| Ove Dahlberg           | Svezia (bandiera)      | Referee         | 2004                 |
| Jesper Damgaard        | Danimarca (bandiera)   | Premio Torriani | 2018                 |
| Vitalij Davydov        | Russia (bandiera)      | Player          | 2004                 |
| Igor' Dmitriev         | Russia (bandiera)      | Builder         | 2007                 |
| Hans Dobida            | Austria (bandiera)     | Builder         | 2007                 |
| Jaroslav Drobný        | Rep. Ceca (bandiera)   | Player          | 1997                 |
| Vladimír Dzurilla      | Slovacchia (bandiera)  | Player          | 1998                 |
| Jan-Åke Edvinsson      | Svezia (bandiera)      | Builder         | 2013                 |
| Rudolf Eklow           | Svezia (bandiera)      | Builder         | 1999                 |
| Carl Erhardt           | Regno Unito (bandiera) | Player          | 1998                 |
| Rickard Fagerlund      | Svezia (bandiera)      | Builder         | 2010                 |
| Sergej Fëdorov         | Russia (bandiera)      | Player          | 2016                 |
| Vjačeslav Fetisov      | Russia (bandiera)      | Player          | 2005                 |
| Anatolij Firsov        | Russia (bandiera)      | Player          | 1998                 |
| Peter Forsberg         | Svezia (bandiera)      | Player          | 2013                 |
| Jozef Golonka          | Slovacchia (bandiera)  | Player          | 1998                 |
| Danielle Goyette       | Canada (bandiera)      | Player          | 2013                 |
| Cammi Granato          | Stati Uniti (bandiera) | Player          | 2008                 |
| Wayne Gretzky          | Canada (bandiera)      | Player          | 2000                 |
| Arne Grunander         | Svezia (bandiera)      | Builder         | 1997                 |
| Henryk Gruth           | Polonia (bandiera)     | Player          | 2006                 |
| Bengt-Åke Gustafsson   | Svezia (bandiera)      | Player          | 2003                 |
| Karel Gut              | Rep. Ceca (bandiera)   | Player          | 1998                 |
| Tony Hand              | Regno Unito (bandiera) | Premio Torriani | 2017                 |
| Dominik Hasek          | Rep. Ceca (bandiera)   | Player          | 2015                 |
| Geraldine Heaney       | Canada (bandiera)      | Player          | 2008                 |
| Anders Hedberg         | Svezia (bandiera)      | Player          | 1997                 |
| Dieter Hegen           | Germania (bandiera)    | Player          | 2010                 |
| Raimo Helminen         | Finlandia (bandiera)   | Player          | 2012                 |
| Paul Henderson         | Canada (bandiera)      | Player          | 2013                 |
| Heinz Henschel         | Germania (bandiera)    | Builder         | 2003                 |
| William Hewitt         | Canada (bandiera)      | Builder         | 1998                 |
| Rudi Hiti              | Slovenia (bandiera)    | Player          | 2009                 |
| Ivan Hlinka            | Rep. Ceca (bandiera)   | Player          | 2002                 |
| Jiří Holeček           | Rep. Ceca (bandiera)   | Player          | 1998                 |
| Jiří Holík             | Rep. Ceca (bandiera)   | Player          | 1999                 |
| Derek Holmes           | Canada (bandiera)      | Builder         | 1999                 |
| Leif Holmqvist         | Svezia (bandiera)      | Player          | 1999                 |
| Ladislav Horský        | Slovacchia (bandiera)  | Builder         | 2004                 |
| Phil Housley           | Stati Uniti (bandiera) | Player          | 2012                 |
| Fran Huck              | Canada (bandiera)      | Player          | 1999                 |
| Jørgen Hviid           | Danimarca (bandiera)   | Builder         | 2005                 |
| Artūrs Irbe            | Lettonia (bandiera)    | Player          | 2010                 |
| Gustav Jaenecke        | Germania (bandiera)    | Player          | 1998                 |
| Angela James           | Canada (bandiera)      | Player          | 2008                 |
| Tore Johannessen       | Norvegia (bandiera)    | Builder         | 1999                 |
| Mark Johnson           | Stati Uniti (bandiera) | Player          | 1999                 |
| Marshall Johnston      | Canada (bandiera)      | Player          | 1998                 |
| Tomas Jonsson          | Svezia (bandiera)      | Player          | 2000                 |
| Gordon Juckes          | Canada (bandiera)      | Builder         | 1997                 |
| Timo Jutila            | Finlandia (bandiera)   | Player          | 2003                 |
| Dieter Kalt            | Austria (bandiera)     | Builder         | 2017                 |
| Valerij Kamenskij      | Russia (bandiera)      | Player          | 2016                 |
| Jurij Karandin         | Russia (bandiera)      | Referee         | 2004                 |
| Aleksej Kasatonov      | Russia (bandiera)      | Player          | 2009                 |
| Tsutomu Kawabuchi      | Giappone (bandiera)    | Builder         | 2004                 |
| Matti Keinonen         | Finlandia (bandiera)   | Player          | 2002                 |
| Valerij Charlamov      | Russia (bandiera)      | Player          | 1998                 |
| Andrej Chomutov        | Russia (bandiera)      | Player          | 2014                 |
| Anatolij Chorozov      | Ucraina (bandiera)     | Builder         | 2006                 |
| Udo Kiessling          | Germania (bandiera)    | Player          | 2000                 |
| Dave King              | Canada (bandiera)      | Builder         | 2001                 |
| Saku Koivu             | Finlandia (bandiera)   | Player          | 2017                 |
| Jakob Kölliker         | Svizzera (bandiera)    | Player          | 2007                 |
| Josef Kompalla         | Germania (bandiera)    | Referee         | 2003                 |
| Viktor Konovalenko     | Russia (bandiera)      | Player          | 2007                 |
| Vladimír Kostka        | Rep. Ceca (bandiera)   | Builder         | 1997                 |
| Uwe Krupp              | Germania (bandiera)    | Player          | 2017                 |
| Vladimir Krutov        | Russia (bandiera)      | Player          | 2010                 |
| Erich Kühnhackl        | Germania (bandiera)    | Player          | 1997                 |
| Jari Kurri             | Finlandia (bandiera)   | Player          | 2000                 |
| Viktor Kuz'kin         | Russia (bandiera)      | Player          | 2005                 |
| Jacques Lacarrière     | Francia (bandiera)     | Player          | 1998                 |
| Philippe Lacarrière    | Francia (bandiera)     | Builder         | 2018                 |
| Igor' Larionov         | Russia (bandiera)      | Player          | 2008                 |
| Bob LeBel              | Canada (bandiera)      | Builder         | 1997                 |
| Jere Lehtinen          | Finlandia (bandiera)   | Player          | 2018                 |
| Mario Lemieux          | Canada (bandiera)      | Player          | 2008                 |
| Nicklas Lidström       | Svezia (bandiera)      | Player          | 2014                 |
| Harry Lindblad         | Finlandia (bandiera)   | Builder         | 1999                 |
| Vic Lindquist          | Canada (bandiera)      | Player          | 1997                 |
| Paul Loicq             | Belgio (bandiera)      | Builder         | 1997                 |
| Konstantin Loktev      | Russia (bandiera)      | Player          | 2007                 |
| Håkan Loob             | Svezia (bandiera)      | Player          | 1998                 |
| Tord Lundström         | Svezia (bandiera)      | Player          | 2011                 |
| Cesar Luthi            | Svizzera (bandiera)    | Builder         | 1998                 |
| Oldřich Machač         | Rep. Ceca (bandiera)   | Player          | 1999                 |
| Barry MacKenzie        | Canada (bandiera)      | Player          | 1999                 |
| Louis Magnus           | Francia (bandiera)     | Builder         | 1997                 |
| Sergej Makarov         | Russia (bandiera)      | Player          | 2001                 |
| Josef Maleček          | Rep. Ceca (bandiera)   | Player          | 2003                 |
| Pekka Marjamäki        | Finlandia (bandiera)   | Player          | 1998                 |
| Seth Martin            | Canada (bandiera)      | Player          | 1997                 |
| Vladimír Martinec      | Rep. Ceca (bandiera)   | Player          | 2001                 |
| Aleksandr Mal'cev      | Russia (bandiera)      | Player          | 1999                 |
| John Mayasich          | Stati Uniti (bandiera) | Player          | 1997                 |
| Boris Majorov          | Russia (bandiera)      | Player          | 1999                 |
| Jack McCartan          | Stati Uniti (bandiera) | Player          | 1998                 |
| Jackie McLeod          | Canada (bandiera)      | Player          | 1999                 |
| Boris Michajlov        | Russia (bandiera)      | Player          | 2000                 |
| Bohumil Modrý          | Rep. Ceca (bandiera)   | Player          | 2011                 |
| Andy Murray            | Canada (bandiera)      | Builder         | 2012                 |
| Bob Nadin              | Canada (bandiera)      | Builder         | 2018                 |
| Lou Nanne              | Stati Uniti (bandiera) | Player          | 2004                 |
| Mats Näslund           | Svezia (bandiera)      | Player          | 2005                 |
| Václav Nedomanský      | Rep. Ceca (bandiera)   | Player          | 1997                 |
| Scott Niedermeier      | Canada (bandiera)      | Player          | 2015                 |
| Riikka Nieminen-Välilä | Finlandia (bandiera)   | Player          | 2010                 |
| Kent Nilsson           | Svezia (bandiera)      | Player          | 2006                 |
| Nisse Nilsson          | Svezia (bandiera)      | Player          | 2002                 |
| Milan Nový             | Rep. Ceca (bandiera)   | Player          | 2012                 |
| Kalevi Numminen        | Finlandia (bandiera)   | Builder         | 2011                 |
| Teppo Numminen         | Finlandia (bandiera)   | Player          | 2013                 |
| Lasse Oksanen          | Finlandia (bandiera)   | Player          | 1999                 |
| Gabor Ocskay           | Ungheria (bandiera)    | Premio Torriani | 2016                 |
| Terry O'Malley         | Canada (bandiera)      | Player          | 1998                 |
| Eduard Pană            | Romania (bandiera)     | Player          | 1998                 |
| Győrgy Pasztor         | Ungheria (bandiera)    | Builder         | 2001                 |
| Peter Patton           | Regno Unito (bandiera) | Builder         | 2002                 |
| Esa Peltonen           | Finlandia (bandiera)   | Player          | 2007                 |
| Ville Peltonen         | Finlandia (bandiera)   | Player          | 2016                 |
| Vladimir Petrov        | Russia (bandiera)      | Player          | 2006                 |
| Ronald Pettersson      | Svezia (bandiera)      | Player          | 2004                 |
| František Pospíšil     | Rep. Ceca (bandiera)   | Player          | 1999                 |
| Josef Puschnig         | Austria (bandiera)     | Player          | 1999                 |
| Pat Quinn              | Canada (bandiera)      | Builder         | 2016                 |
| Aleksandr Ragulin      | Russia (bandiera)      | Player          | 1997                 |
| Hans Rampf             | Germania (bandiera)    | Player          | 2001                 |
| Robert Reichel         | Rep. Ceca (bandiera)   | Player          | 2015                 |
| Gordon Renwick         | Canada (bandiera)      | Builder         | 2002                 |
| Bob Ridder             | Stati Uniti (bandiera) | Builder         | 1998                 |
| Fran Rieder            | Canada (bandiera)      | Builder         | 2015                 |
| Jack Riley             | Stati Uniti (bandiera) | Builder         | 1998                 |
| Maria Rooth            | Svezia (bandiera)      | Player          | 2015                 |
| Angela Ruggiero        | Stati Uniti (bandiera) | Player          | 2017                 |
| Thomas Rundqvist       | Svezia (bandiera)      | Player          | 2007                 |
| Dr. Günther Sabetzki   | Germania (bandiera)    | Builder         | 1997                 |
| Ruslan Salei           | Bielorussia (bandiera) | Player          | 2014                 |
| Börje Salming          | Svezia (bandiera)      | Player          | 1998                 |
| Joe Sakic              | Canada (bandiera)      | Player          | 2017                 |
| Laszlo Schell          | Ungheria (bandiera)    | Referee         | 2009                 |
| Alois Schloder         | Germania (bandiera)    | Player          | 2005                 |
| Teemu Selänne          | Finlandia (bandiera)   | Player          | 2017                 |
| Harry Sinden           | Canada (bandiera)      | Player          | 1997                 |
| Ben Smith              | Stati Uniti (bandiera) | Builder         | 2016                 |
| Nikolaj Sologubov      | Russia (bandiera)      | Player          | 2004                 |
| Andrej Starovojtov     | Russia (bandiera)      | Builder         | 1997                 |
| Vjačeslav Staršinov    | Russia (bandiera)      | Player          | 2007                 |
| Ján Starší             | Slovacchia (bandiera)  | Builder         | 1999                 |
| Peter Šťastný          | Slovacchia (bandiera)  | Player          | 2000                 |
| Ulf Sterner            | Svezia (bandiera)      | Player          | 2001                 |
| Roland Stoltz          | Svezia (bandiera)      | Player          | 1999                 |
| Göran Stubb            | Finlandia (bandiera)   | Builder         | 2000                 |
| Arne Strömberg         | Svezia (bandiera)      | Builder         | 1998                 |
| Miroslav Šubrt         | Rep. Ceca (bandiera)   | Builder         | 2004                 |
| Jan Suchý              | Rep. Ceca (bandiera)   | Player          | 2009                 |
| Mats Sundin            | Svezia (bandiera)      | Player          | 2013                 |
| Anatolij Tarasov       | Russia (bandiera)      | Builder         | 1997                 |
| František Tikal        | Rep. Ceca (bandiera)   | Player          | 2004                 |
| Viktor Tichonov        | Russia (bandiera)      | Builder         | 1998                 |
| Shoichi Tomita         | Giappone (bandiera)    | Builder         | 2006                 |
| Lucio Topatigh         | Italia (bandiera)      | Premio Torriani | 2015                 |
| Bibi Torriani          | Svizzera (bandiera)    | Player          | 1997                 |
| Vladislav Tret'jak     | Russia (bandiera)      | Player          | 1997                 |
| Ladislav Troják        | Slovacchia (bandiera)  | Player          | 2011                 |
| Yoshiaki Tsutsumi      | Giappone (bandiera)    | Builder         | 1999                 |
| Sven "Tumba" Johansson | Svezia (bandiera)      | Player          | 1997                 |
| Doru Tureanu           | Romania (bandiera)     | Player          | 2011                 |
| Hal Trumble            | Stati Uniti (bandiera) | Builder         | 1999                 |
| Thayer Tutt            | Stati Uniti (bandiera) | Builder         | 2002                 |
| Xaver Unsinn           | Germania (bandiera)    | Builder         | 1998                 |
| Jorma Valtonen         | Finlandia (bandiera)   | Player          | 1999                 |
| Valerij Vasil'ev       | Russia (bandiera)      | Player          | 1998                 |
| Juhani Wahlsten        | Finlandia (bandiera)   | Player          | 2006                 |
| Walter Wasservogel     | Austria (bandiera)     | Builder         | 1997                 |
| Harry Watson           | Canada (bandiera)      | Player          | 1998                 |
| Unto Wiitala           | Finlandia (bandiera)   | Referee         | 2003                 |
| Aleksandr Jakušev      | Russia (bandiera)      | Player          | 2003                 |
| Urpo Ylönen            | Finlandia (bandiera)   | Player          | 1997                 |
| Vladimir Jurzinov      | Russia (bandiera)      | Builder         | 2002                 |
| Steve Yzerman          | Canada (bandiera)      | Player          | 2014                 |
| Vladimír Zábrodský     | Rep. Ceca (bandiera)   | Player          | 1997                 |
| Joachim Ziesche        | Germania (bandiera)    | Player          | 1999                 |